# Konka
Pour l’article homonyme, voir Konka (entreprise).
La Konka ou Kinska (en ukrainien : Конка, Кінські Води, Кінська, Кінка, Tatar: Yilki Su) est une rivière d'Ukraine et un affluent de rive gauche du fleuve Dniepr.

## Géographie
La Konka arrose l'oblast de Zaporijjia. Elle prend sa source au niveau de la localité de Zelenyï Haï, puis traverse la ville d'Orikhiv. Longue de 149 km, elle draine un bassin de 2 600 km2, et se jette dans le fleuve Dniepr au niveau du réservoir de Kakhovka, dans la ville de Malokaterynivka.

## Histoire
La rivière était, au XVIIIe siècle la frontière entre l'Empire Ottoman et l'Empire Russe. Mamaï avait une résidence proche de la source de la rivière.